# Qullar
Qullar är en ort i Azerbajdzjan.   Den ligger i distriktet Qusar Rayonu, i den nordöstra delen av landet, 180 km nordväst om huvudstaden Baku. Qullar ligger 248 meter över havet och antalet invånare är 303.
Terrängen runt Qullar är lite kuperad. Närmaste större samhälle är Xudat, 17,4 km öster om Qullar.
Trakten runt Qullar består till största delen av jordbruksmark. Runt Qullar är det ganska glesbefolkat, med 48 invånare per kvadratkilometer.